# H-I

Rakieta H-I

H-I – japońska rakieta nośna, ostatnia bazująca na amerykańskich rakietach Delta, powstała w celu zastąpienia rakiet N-II. 
Od poprzedniczki wyróżnia się jedynie stopniami górnymi (zamiast stopnia Delta-F H-I wykorzystywała stopień górny wyposażony w zasilany paliwem kriogenicznym silnik LE-5, zaś dodatkowo Nissan Motors produkował silnik UM-129A do startów na orbity geostacjonarne). 
Wystrzelona 9-krotnie w latach 1986-1992. Zastąpiona przez rakietę H-II, która była już w całości produkowana przez Mitsubishi Heavy Industries.

## Starty
- 12 sierpnia 1986, 20:45 GMT; s/n 15F; miejsce startu: Centrum Lotów Kosmicznych Tanegashima (LA-N), Japonia

Ładunek: Ajisai, Fuji 1A, Jindai; Uwagi: start udany
- 27 sierpnia 1987, 09:20 GMT; s/n 17F; miejsce startu: Centrum Lotów Kosmicznych Tanegashima (LA-N), Japonia

Ładunek: Kiku 5; Uwagi: start udany
- 19 lutego 1988, 10:05 GMT; s/n 18F; miejsce startu: Centrum Lotów Kosmicznych Tanegashima (LA-N), Japonia

Ładunek: Sakura 3A; Uwagi: start udany
- 16 września 1988, 09:59 GMT; s/n 19F; miejsce startu: Centrum Lotów Kosmicznych Tanegashima (LA-N), Japonia

Ładunek: Sakura 3B; Uwagi: start udany
- 5 września 1989, 18:11 GMT; s/n 20F; miejsce startu: Centrum Lotów Kosmicznych Tanegashima (LA-N), Japonia

Ładunek: Himawari 4; Uwagi: start udany
- 7 lutego 1990, 01:33 GMT; s/n 21F; miejsce startu: Centrum Lotów Kosmicznych Tanegashima (LA-N), Japonia

Ładunek: Momo 1B, Fuji 1B, Orizuru; Uwagi: start udany
- 28 sierpnia 1990, 09:05 GMT; s/n 22F; miejsce startu: Centrum Lotów Kosmicznych Tanegashima (LA-N), Japonia

Ładunek: Yuri 3A; Uwagi: start udany
- 25 sierpnia 1991, 08:40 GMT; s/n 23F; miejsce startu: Centrum Lotów Kosmicznych Tanegashima (LA-N), Japonia

Ładunek: Yuri 3B; Uwagi: start udany
- 11 lutego 1992, 01:50 GMT; s/n 24F; miejsce startu: Centrum Lotów Kosmicznych Tanegashima (LA-N), Japonia

Ładunek: Fuyo 1; Uwagi: start udany